# Indasclera obscura
Indasclera obscura es una especie de coleóptero de la familia Oedemeridae.

## Distribución geográfica
Habita en Bután.